# Croce (nome)
Croce  è un nome proprio di persona italiano maschile e femminile.

## Varianti
- Maschili: Cruciano[1]
- Femminili
  - Alterati: Crocetta, Crocina[1]

### Varianti in altre lingue
Femminile
- Francese: Croix[2]
- Portoghese: Cruz[3]
- Spagnolo: Cruz[2][3]
  - Alterati: Cruzita[3]
  - Composti: Maricruz[4]

Maschile
- Inglese: Cruz[2]
- Portoghese: Cruz[3]
- Spagnolo: Cruz[3]

## Origine e diffusione

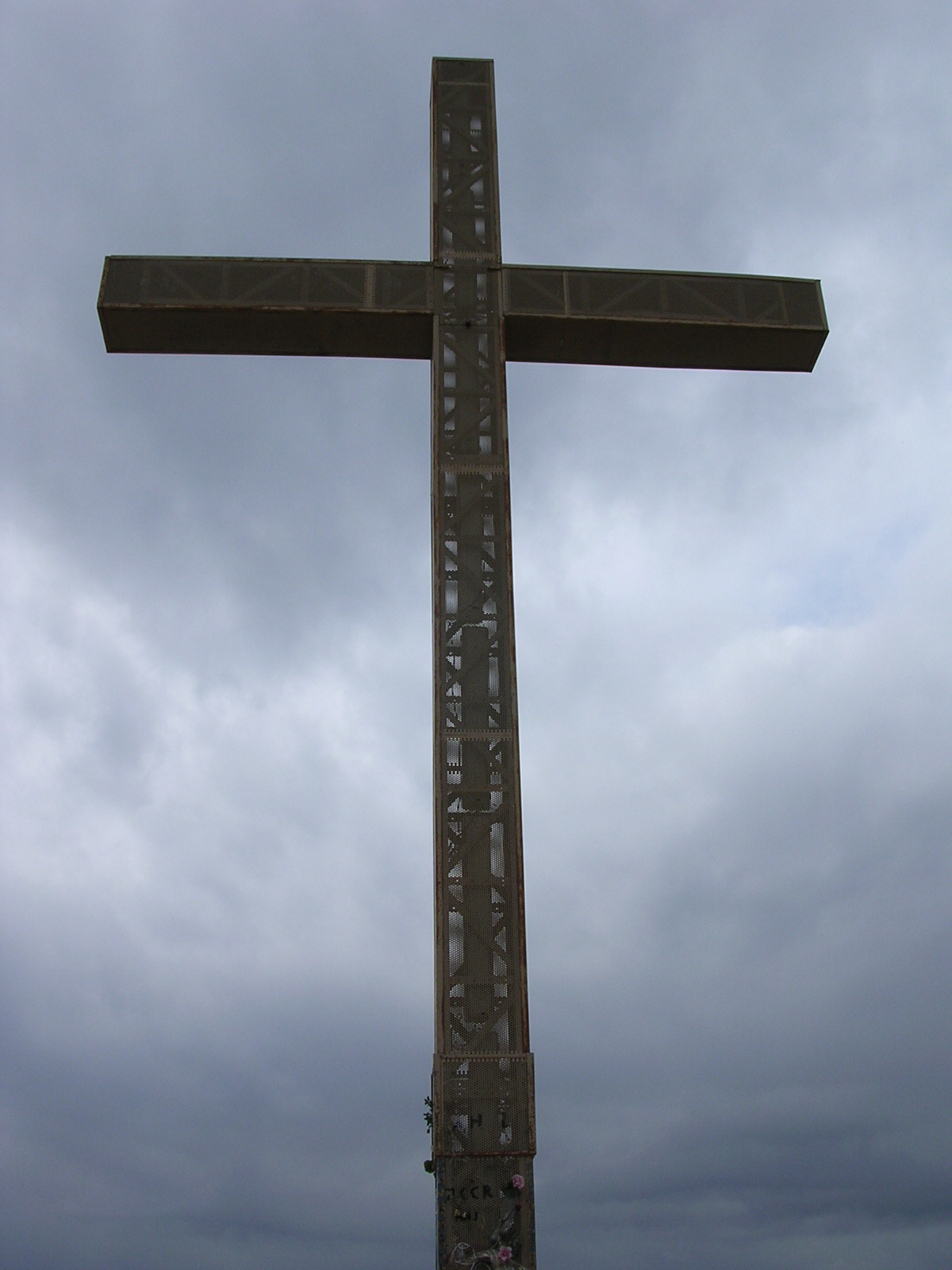
Una croce cristiana

Dal nome medievale di ambito religioso Croce, che allude alla croce quale simbolo del Cristianesimo, analogamente al nome greco Stauros. Etimologicamente deriva dal latino crux, crucis, a cui risale anche il nome Crocifissa
In Italia è diffuso prevalentemente nel Sud, in particolar modo in Sicilia. La forma spagnola Cruz, particolarmente ben attestata al femminile, è stata recentemente adottata al maschile nei paesi inglesi, forse per assonanza con il cognome Cruise.

## Onomastico
L'onomastico si può festeggiare il 14 settembre in occasione dell'Esaltazione della Santa Croce. L'8 agosto si ricorda inoltre anche un beato, il vescovo di Cuenca Cruz Laplana y Laguna, martire a Villar de Olalla.

## Persone

### Maschile
- Croce Zimbone, scrittore italiano

### Variante maschile Cruz
- Cruz Laplana y Laguna, vescovo cattolico spagnolo

## Il nome nelle arti
- Suor Croce è un personaggio della serie televisiva I delitti del cuoco, interpretata da Lucia Ragni.